# Échenans
Échenans település Franciaországban, Doubs megyében. Lakosainak száma 163 fő (2022. január 1.). Échenans Semondans, Raynans, Saint-Julien-lès-Montbéliard, Arcey és Désandans községekkel határos.

## Népesség
A település népességének változása:
| Lakosok száma | 38   | 90   | 117  | 118  | 142  | 155  | 155  | 159  | 161  | 163  |
|               | 1968 | 1982 | 1990 | 2006 | 2013 | 2015 | 2017 | 2019 | 2020 | 2022 |